# Cudico
Cudico corresponde a una localidad rural de la comuna de La Unión, Provincia del Ranco, Región de Los Ríos, Chile.

## Historia
Misión Nuestra Señora del Pilar de Cudico fue fundada por los misioneros franciscanos en el año 1787, durante el gobierno del Gobernador de Valdivia, Mariano Pustela junto a una comunidad mapuche-huilliche.
En el año 1792 era cacique de esta localidad el lonko Manquepan, quien fue muerto junto a sus hijos por el Capitán Tomás de Figueroa el 5 de diciembre de 1792. Le sucedió el lonko Santiago Ancaguir quien participó como representante de su comunidad entre los días el 08 y 9 de septiembre de 1793 en el Parlamento de Las Canoas en Rehue en la actual ciudad de Osorno.
En el año 1808 esta localidad ya era una reducción indígena, en ese año el cacique Santiago Aucaguer envió una carta al Gobernador de Valdivia Alejandro Aegar.

## Turismo
En esta localidad no existen servicios de alojamiento registrados.

## Accesibilidad y transporte
A esta localidad se accede a través de la Ruta T-788 desde La Unión distante a 11,8 km.